# Hohenwutzen von Saldernbrücke
Hohenwutzen von Saldernbrücke – zlikwidowany przystanek osobowy w Hohenwutzen, w Brandenburgii, w Niemczech.